# 平田昭吾
平田 昭吾（ひらた しょうご、1939年 - ）は、満州（現在は中華人民共和国の東北地区・瀋陽市）生まれの絵本作家、翻訳家。日本の福島県・会津若松市育ち。
日本のアニメ絵本文化の先駆者であり、300巻（総計330巻）の絵本作品を出版している。日本国外での評価も高く、2005年までに国外の出版冊数が3億巻を突破した。

## 来歴
1956年、福島県立会津工業高等学校時代に笹川ひろしらと「会津漫画研究会」を設立する。
1958年に高校卒業後、手塚治虫に師事する。内弟子となり、専属アシスタント第2号となる。貸本漫画にてデビュー。1960年、「平田ポン」名義で『こだまブック』付録に作品が掲載される。また、手塚の紹介でアニメ作家の政岡憲三の門下生となる。
1962年、日活撮影所に入社し、研究室に勤務して特撮技術の開発を手がける。『零戦黒雲一家』（舛田利雄監督、1962年）や『太平洋ひとりぼっち』（市川崑監督、1963年）などの特撮に関わる。
1964年、井上智と智プロを設立。漫画『魔神バンダー』などの原作を手がける。1965年には漫画『マグマ大使』の一部を手塚の要請で智プロで制作する。
1968年に日活撮影所研究室を退職。手塚の誘いで智プロスタッフは全員、手塚プロダクションに入社した。平田は1970年まで、手塚のマネージャーを務める。
1971年、アニメ絵本『アンデルセンどうわ』（ポプラ社、全10巻）をプロデュースして独立する。1972年には特撮テレビ番組『サンダーマスク』を企画した。
2011年9月、自宅（二階建て）が全焼する被害に見舞われる。

## 作品リスト
- 魔神バンダー（1965年 - 1969年、「冒険王」、井上智による漫画版の原作）
- サンダーマスク（1972年、企画、ひろみプロダクション、創通）
- 正義のシンボル コンドールマン（1975年、造形デザイン）
- 超電磁ロボ コン・バトラーV（1976年、企画[8]）
- アニメ絵本アンデルセンどうわ（ポプラ社）
- アニメ絵本にほんむかしばなし（ポプラ社）
- ポプラの新・アニメ・ファンタジーシリーズ(1978年 - 1983年、ポプラ社）
- 母と子の名作ランド（主婦の友リトルランド・永岡書店）
- 世界名作ファンタジー（1985年 - 1999年、ポプラ社・永岡書店）
- テレビ名作アニメ劇場（1986年、ポプラ社）
- 名作アニメ絵本シリーズ（1984年 - 1994年、永岡書店）
- アニメ昔ばなしシリーズ（1986年、永岡書店）
- 平田昭吾の名作アニメ絵本シリーズ（1984年 - 1994年、永岡書店）
- 平田昭吾のアニメ昔ばなしシリーズ（1986年、永岡書店）
- ナガオカのアニメ・ファンタジー（永岡書店）
- スーパー・アニメファンタジー（1988年 - 1990年、ポプラ社・永岡書店）
- イソップものがたり せかいめいさくシリーズ にほんむかしばなし よい子とママのアニメ絵本（1994年 - 2000年、ブティック社・永岡書店）
- アニメ立体絵本 世界の名作（1996年～1997年、ポプラ社・永岡書店）
- 日本のレオナルド・ダ・ヴィンチ 手塚治虫と6人（2005年、ブティック社）
- 世界名作・動く絵本DVD（2006年、産経新聞出版）